# ISO 3166-2:PS
Die Liste der ISO-3166-2-Codes für den Staat Palästina enthält die Codes für die 16 Gouvernements.

Die Codes bestehen aus zwei Teilen, die durch einen Bindestrich voneinander getrennt sind. Der erste Teil gibt den Landescode gemäß ISO 3166-1 (für den Staat Palästina PS), der zweite den Code für das Gouvernement wieder.
Die aktuellen Codes stehen auf der Seite der ISO unter #iso:code:3166:PS zur Verfügung.

## Kodierliste

| Gouvernement                      | Lage           | Code   |
| --------------------------------- | -------------- | ------ |
| Gouvernement Bethlehem            | Westjordanland | PS-BTH |
| Gouvernement Chan Yunis           | Gazastreifen   | PS-KYS |
| Gouvernement Dair al-Balah        | Gazastreifen   | PS-DEB |
| Gouvernement Dschenin             | Westjordanland | PS-JEN |
| Gouvernement Gaza                 | Gazastreifen   | PS-GZA |
| Gouvernement Hebron               | Westjordanland | PS-HBN |
| Gouvernement Jericho              | Westjordanland | PS-JRH |
| Gouvernement Jerusalem            | Westjordanland | PS-JEM |
| Gouvernement Nablus               | Westjordanland | PS-NBS |
| Gouvernement Nordgaza             | Gazastreifen   | PS-NGZ |
| Gouvernement Qalqilya             | Westjordanland | PS-QQA |
| Gouvernement Rafah                | Gazastreifen   | PS-RFH |
| Gouvernement Ramallah und al-Bira | Westjordanland | PS-RBH |
| Gouvernement Salfit               | Westjordanland | PS-SLT |
| Gouvernement Tubas                | Westjordanland | PS-TBS |
| Gouvernement Tulkarm              | Westjordanland | PS-TKM |